# Jacaleapa
Jacaleapa est une municipalité du Honduras, située dans le département de El Paraíso. Elle est fondée en 1869. La municipalité de Jacaleapa comprend 3 villages et 12 hameaux.

## Crédit d'auteurs
- (en) Cet article est partiellement ou en totalité issu de l’article de Wikipédia en anglais intitulé « Jacaleapa » (voir la liste des auteurs).